# Karlstadspyromanen

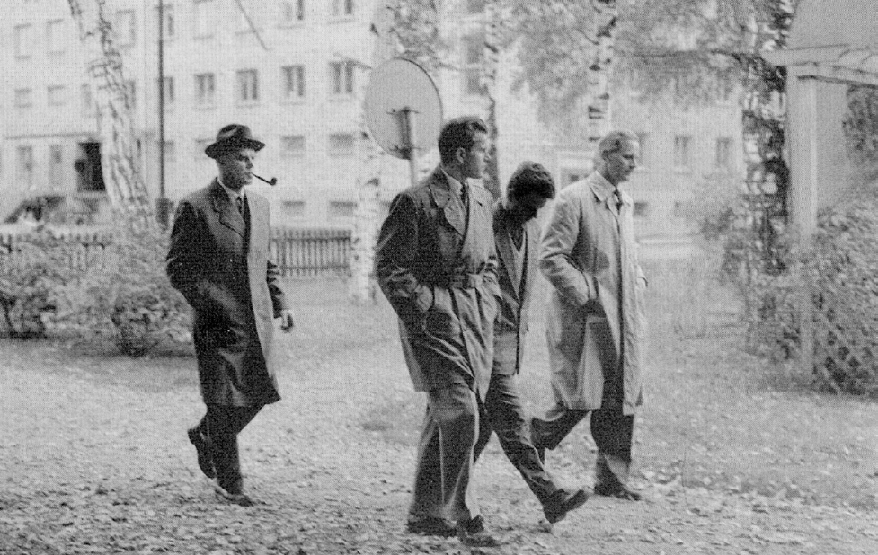
Ekvall vallas runt på brottsplatserna under utredningen 1959.

Sven Lennart Ekvall, i media kallad Karlstadspyromanen, född 25 mars 1938 i Töcksmark, död 10 maj 1994 i Stenungsund, var en mordbrännare som dömdes för en serie mordbränder i Karlstad 1959.

## Mordbränderna 1959

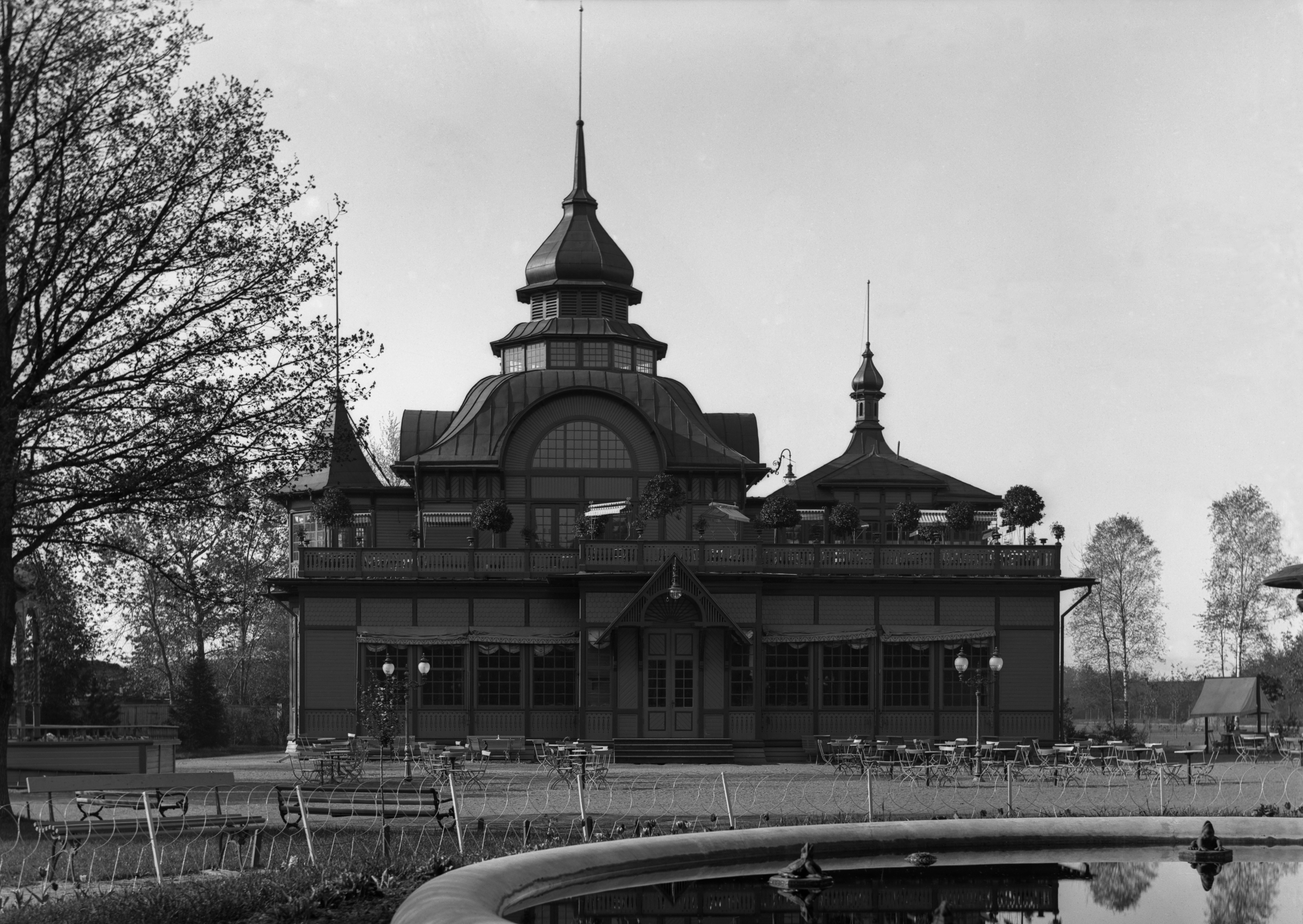
Restaurangen i Stadsträdgården var en av de byggnader som brann ner till grunden.

Totalt 25 bränder under sensommaren 1959 tillskrivs Ekvall. De första kända bränderna inträffade tidigt på morgonen den 22 augusti. Inom loppet av några timmar stod både Warumagasinet vid Stora torget och Karl Olssons trävarulager i brand. Under fem veckor fortsatte bränderna, och bland annat totalförstördes restaurangen i Stadsträdgården, en träbyggnad från 1900.
Ekvall greps med tändstickor och toalettpapper i fickorna den 28 september 1959, synligen i färd med att anlägga ytterligare en brand. Han erkände direkt på platsen att det var han som hade anlagt bränderna. Polismannen Birger Johansson, som grep Ekvall, belönades för sin insats med 5 000 kronor från Svenska brandskyddsföreningen.
Ekvall åtalades vid Rådhusrätten i Karlstad i maj 1960. Han förklarades straffri på grund av psykisk sjukdom, men dömdes att betala ett skadestånd om cirka 1,5 miljoner kronor. Han vårdades därefter vid Mariebergs sjukhus i Kristinehamn fram till 1967.